# L'opera struggente di un formidabile genio
L'opera struggente di un formidabile genio (A Heartbreaking Work of Staggering Genius) è il primo romanzo dello scrittore, editore e saggista statunitense Dave Eggers, pubblicato nel 2000. Il romanzo, di natura autobiografica, racconta la storia del ventiduenne Dave che, in seguito alla morte di entrambi i genitori, si ritrova a dover accudire il fratellino Toph, di soli otto anni.
Il libro ha raggiunto il primo posto nella lista dei best seller del New York Times ed è stato candidato nel 2001 tra i finalisti del Premio Pulitzer per la saggistica. È stato inserito dal Times al dodicesimo posto nella classifica dei 100 libri migliori del decennio.

## Trama
Il romanzo si apre in una tipica casa della middle class americana a Lake Forest, Illinois, dove il ventiduenne Dave e i suoi 3 fratelli (Bill, Beth e Toph, di soli 8 anni) devono fare i conti con la morte dei loro genitori (il padre muore di cancro ai polmoni mentre la madre di tumore allo stomaco, un mese dopo di lui).
In seguito alla tragedia i quattro fratelli prendono strade differenti, decidendo però tutti di lasciare l'Illinois. Bill, il più grande, decide di trasferirsi a Los Angeles, mentre gli altri tre si spostano in California, nella baia di San Francisco. Beth in un primo momento vive separatamente, lasciando Dave solo a fare da genitore "adottivo" al piccolo Toph. Dave e Toph tuttavia trasformano il duplice lutto in una nuova vita, irresponsabile e piena di libertà. Nelle loro scorribande risulta evidente il contrasto che vive il giovane Dave, combattuto fra il senso di responsabilità che non vuole ascoltare e il rancore per la morte dei genitori, che gli ha rubato gli anni della sua gioventù.
Negli 11 capitoli si susseguono parti in cui Dave e Toph vivono alla giornata, incuranti di tutto e parti in cui il fratello più grande cade nella paranoia e nell'apprensione nei confronti del più piccolo, arrivando anche a dubitare in modo maniacale del baby sitter che lo accudisce e a non voler più uscire la sera. L'autore spesso fa parlare il piccolo Toph come un adulto "moralizzatore", che alimenta i sensi di colpa di Dave, il quale continua a condurre comunque una vita sregolata di sesso e alcol.
Un evento di riconciliazione (e allo stesso tempo di nevrosi) per la personalità di Dave avverrà nel finale, con il ritrovo delle ceneri dei suoi genitori.
Nella seconda parte del libro si delinea invece la storia della fondazione della rivista indipendente Might, a opera di Dave e dei suoi amici. Galvanizzato da questa esperienza, Dave partecipa alle audizioni per il reality di MTV "The Real World", non venendo però preso.

## Struttura dell'opera
Il romanzo è suddiviso in 11 capitoli, che hanno come titolo le prime parole del testo.
Include anche una lunga prefazione dove troviamo una serie di Regole e suggerimenti per apprezzare al meglio questo libro. In questa parte l'autore suggerisce provocatoriamente di saltare la prefazione e la sezione centrale del libro, definita da lui stesso l'esistenza di un gruppo di ventenni la cui vita è decisamente difficile da rendere interessante. Ritiene quindi leggibili solo i primi 3/4 capitoli, che affrontano un unico tema di indole generale in maniera abbastanza maneggevole.
Nelle prime pagine troviamo anche un indice dei capitoli con relativi temi affrontati (semplificati da un elenco di parole-chiave) e una Guida incompleta ai simboli e alle metafore utilizzate nel libro.
Le edizioni successive riportano anche una prefazione aggiuntiva chiamata Sbagli che sapevamo di fare, con puntualizzazioni e variazioni (tra cui 3 copertine diverse) sull'opera dopo il successo.

## Personaggi principali
Dave Eggers
Un ventiduenne egocentrico e problematico che in seguito alla morte di entrambi i genitori deve accudire il fratello minore. Il romanzo ruota attorno alla sua personalità e alle sue riflessioni.
Cristopher "Toph" Eggers
Fratello minore di Dave. Cresce accudito dai suoi fratelli maggiori, non sempre all'altezza del ruolo di "punto di riferimento".
Elizabeth Anne "Beth" Eggers
Sorella di Dave. Con lui si prende cura della madre malata e dopo un iniziale tentennamento del fratello minore.
William D. "Bill" Eggers
Fratello maggiore di Dave. Vive a Los Angeles ed è presentato come un personaggio molto diverso da Dave, razionale e tipicamente "borghese".
John K. Eggers
Padre di Dave. Muore di cancro ai polmoni all'inizio del romanzo ed è delineato attraverso flashback come un alcolizzato spesso violento e rigido.
Heidi McSweeney Eggers
Madre di Dave. Muore cinque settimane dopo del marito. Nelle prime pagine del romanzo viene presentato il calvario del suo cancro allo stomaco.
Kirsten
Ex-ragazza di Dave. Ha alle spalle una tragedia simile a quella di Dave in quanto entrambi i suoi genitori sono morti. Ha un ruolo importante nella crescita di Toph e si trasferisce per un periodo a vivere con la sorella di Dave, Beth.
Shalini
Collega di Dave a "Might". Assume un ruolo importante quando per via di un incidente (il crollo del terrazzo di un locale) finisce in coma. Dave andrà spesso a trovarla e le dedicherà numerose riflessioni.
Marny
Collega di Dave a "Might". Diventa ottima amica di Dave e ne rifiuta le ripetute avances.
Sarah Mulhern
Vecchia amica di Dave ai tempi del liceo. Dave decide di uscirci durante il suo ritorno a Lake Forest, alla ricerca delle ceneri della madre.
John
Amico di Dave. Inscena un suicidio destando l'ira di Dave. Trascorre un periodo nel reparto di psichiatria.

## Temi
Nella prima parte è presente il tema del senso di responsabilità visto come ostacolo alla spensieratezza della gioventù e allo stesso tempo della crescita (può essere definito a suo modo un romanzo di formazione).
Il rapporto fra Dave e Toph è controverso. Dave deve sovrapporre alla figura del fratello quella del genitore, cosa che gli crea non pochi problemi. C'è una mitizzazione del rapporto tra due fratelli (in particolare nel capitolo DATE UN'OCCHIATA, PER FAVORE, RIUSCITE A VEDERCI?).
Dave e Toph vengono presentati come due eroi, due outsider che sono riusciti a rialzarsi da una disgrazia, che accettano tutto ciò che di buono la vita gli offre, vivendo alla giornata. Dave in particolare si sente una "figura tragica", tormentata dalla sfortuna, che la gente comune non può comprendere.
Temi presenti sono quelli della paranoia, dell'egocentrismo, dell'esibizionismo, legati alla sua personalità.
Nella San Francisco che ci presenta Dave Eggers vediamo muoversi anche personaggi sregolati, prototipo della Generazione X, che ruotano attorno alla creazione della rivista Might.

## Accoglienza e critica
Il libro è stato un notevole successo commerciale e ha ottenuto riscontri positivi anche dalla critica: ha raggiunto il primo posto nella lista dei best seller del New York Times ed è stato candidato nel 2001 tra i finalisti del Premio Pulitzer per la saggistica. In particolare i critici hanno definito la prosa come "vibrante e selvaggia", David Foster Wallace l'ha definito come "un libro che non lascia scampo" e il New York Times  lo ha descritto come "grande, audace e maniaco-depressivo".
Il romanzo è stato inoltre inserito dal Times al dodicesimo posto nella classifica dei 100 libri migliori del decennio.
Per via del suo stile verboso, dalla lunghezza eccessiva e con continue digressioni e dei suoi personaggi nevrotici e ossessivi, Dave Eggers è stato collocato (insieme ad altri autori statunitensi come Don De Lillo, David Foster Wallace, Jonathan Franzen ...) nella corrente del Realismo isterico o Postmodernismo Ricercato.

## Trasposizione cinematografica
Nel 2002, la casa cinematografica New Line Cinema ha acquistato i diritti per adattare il libro in un film. Quest'ultimo, come afferma l'autore in un'intervista del 2007 all'Entertainment Weekly non venne però mai realizzato.

## Edizioni
- Dave Eggers, L'opera struggente di un formidabile genio, traduzione di Giuseppe Strazzeri, collana Piccola Biblioteca Oscar, Arnoldo Mondadori Editore, 2002,  p. 369, ISBN 88-04-50135-9.